# 森平麗心
森平麗心（日语：／ Morihira Urumi，2008年10月5日—）是日本偶像藝人，為女子偶像團體乃木坂46成員，東京都出身。2025年以乃木坂46六期生身分出道。

## 經歷
2008年10月5日，森平出生於東京都
2024年，森平參加夏組的乃木坂46六期生徵選，報名參加甄選時，正在麥當勞打工，體重比現在重了10公斤。因為真心想成為偶像而進行了減肥。
2025年2月5日，正式加入乃木坂46六期生，並在乃木坂46的官方YouTube「乃木坂配信中」中，陸續以每天一名成員的方式，公開合格名單。4月6日，在皮亞競技場MM舉辦的「乃木坂46 初次見面，我們是6期生」見面會中首次公開亮相。並於表演《制服模特兒》一曲中，擔任Center（中央成員）。4月7日，乃木坂46六期生部落格開設，以每日1名成員的方式輪流撰寫，森平於4月16日開始，每隔11天撰寫一篇部落格。5月12日，獲得《日經娛樂！》的特別獎。

## 人物
名字由來為雙親「希望我能一直懷著溫柔的心成長」期望。認為自己的魅力是「貓系長相」。MBTI是屬於「ISFP」人格。

### 嗜好
喜歡黃色「因為是明亮有可愛的顏色」。喜歡夏天，因為有祭典和煙火。

### 乃木坂46
憧憬的前輩是賀喜遥香，「因為笑容可愛給人的感覺很溫柔」。
參加徵選的契機：「高中朋友問我要不要試試看並鼓勵我參加，雖然平時在學校裹得很開心，但自己心底一直有想改變自己的想法，那時候覺得這次若不去試的話，將來一定會後悔，所以就決定報名了」。徵選最終審査時，唱的歌曲為Uru的「プロローグ」(「中學聖日記」電視劇主題曲)。
加入團體後，第一次對話的成員是增田三莉音，「合格後在等候室等待，她在我之後進來等待室，她哭著對我說『恭喜你！一起加油吧！』」。

## 音樂作品
- 標註「★」符號表示該首歌曲有拍攝MV。

### 單曲

#### 乃木坂46
|      | 發行日期      | 單曲名稱     | 參與歌曲名稱      | MV | 備註 |
| ---- | ------------- | ------------ | ----------------- | -- | ---- |
| 38th | 2025年3月26日 | 臍橙         | 時間限制的單戀    | ★  |      |
| 39th | 2025年7月30日 | Same numbers | 為何 我們要跑走？ | ★  |      |

## 外部連結
- 乃木坂46的官方個人介紹頁 -（页面存档备份，存于）（日語）
- 森平 麗心（乃木坂46）的SHOWROOM專頁（日語）
- 乃木坂46 6期生披露特設網站 森平麗心（页面存档备份，存于）（日語）